# Göteborgs Oscar Fredriks distrikt
Göteborgs Oscar Fredriks distrikt är ett distrikt i Göteborgs kommun och Västra Götalands län. 
Distriktet ligger i centrala Göteborg.

## Tidigare administrativ tillhörighet
Distriktet inrättades 2016 och utgörs av en del av det område som före 1971 utgjorde Göteborgs stad.
Området motsvarar den omfattning Oscar Fredriks församling hade vid årsskiftet 1999/2000 och som den fick 1908 genom en utbrytning ur Masthuggs församling.

### Fotnoter
1. 1 2 3  ”Folkmängd per distrikt, landskap, landsdel eller riket efter kön. År 2015–2022”. Statistiska centralbyrån. 22 mars 2023. http://www.statistikdatabasen.scb.se/pxweb/sv/ssd/START__BE__BE0101__BE0101A/FolkmangdDistrikt/?rxid=7c543556-575c-4ba3-97f3-0c3cf200e642. Läst 9 augusti 2023.